# Pracownia na rzecz Wszystkich Istot

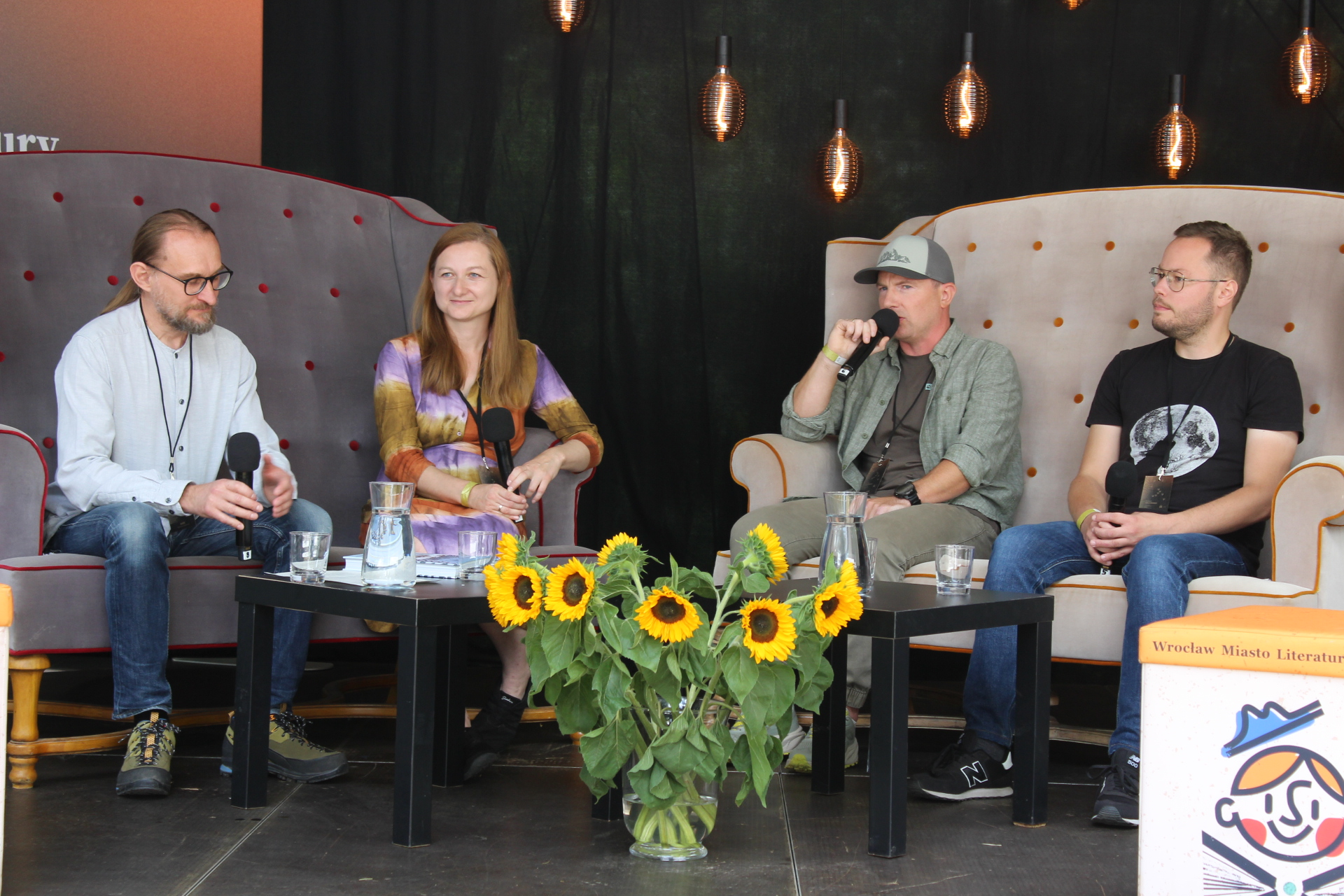
Radosław Ślusarczyk, Katarzyna Kozyra-Zyskowska, Michał Figura, Piotr Chmielewski

Pracownia na rzecz Wszystkich Istot – polskie stowarzyszenie o charakterze pozarządowej organizacji proekologicznej.
Stowarzyszenie Pracownia na rzecz Wszystkich Istot zostało zarejestrowane w 1990 roku. W swojej działalności odwołuje się do założeń filozofii głębokiej ekologii. Statutowym celem Stowarzyszenia jest podejmowanie działań na rzecz ochrony dzikiej przyrody, najcenniejszych obszarów przyrodniczych oraz naturalnych procesów biologicznych zachodzących na tych obszarach. Działania ukierunkowane są na zachowanie złożonego ekosystemu, z wszystkimi występującymi w nim gatunkami, procesami i cyklami przyrodniczymi. Pracownia na rzecz Wszystkich Istot deklaruje pełną niezależność od instytucji państwowych, politycznych i religijnych. Współpracuje z innymi organizacjami o podobnym profilu działalności, m.in. z Lesoochranárske Zoskupenie Vlk, Earth First! czy Greenpeace. Wielokrotnie zdobywała prestiżowe nagrody za swoją działalność, m.in. nagroda im. Wiktora Godlewskiego za działania i akcje edukacyjne związane z ochroną przyrody w 2008 r. Posiada status organizacji pożytku publicznego.

## Historia
Początki Pracowni sięgają połowy lat 80. XX wieku, kolebką organizacji był Zakład Urbanistyki Wydziału Architektury Politechniki Śląskiej. Była to wówczas nieformalna grupa, określająca się jako „nurt (...) postępowania i projektowania”, która od ok. 1986 występowała pod nazwą Pracownia Architektury Żywej. Jej liderami byli Janusz Korbel (jeden z założycieli) i Janusz Tyrlik, a oś projektu w ich własnym ujęciu stanowiła pierwotnie krytyka antropocentrycznej architektury. W 1987 Pracownia rozpoczęła wydawanie na prawach rękopisu „Zeszytu PAŻ”, w którym ukazywały się teksty własne i tłumaczenia, częściowo dwujęzycznego i kolportowanego za granicą. Uczestniczyła w międzynarodowej sieci głębokiej ekologii, była prezentowana na łamach magazynu grupy Earth First!. Od czerwca 1988 działała pod patronatem Związku Buddystów Zen „Sangha”. Obecną nazwę Pracownia przyjęła na tle rozszerzenia działalności poza środowisko architektów na przełomie 1988/1989. W maju 1989 zorganizowała wspólnie z ZBZ „Sangha” międzynarodowe seminarium poświęcone głębokiej ekologii w Warszawie. Początkowo aktywność terenowa koncentrowała się na południu Polski, stowarzyszenie podejmowało działania na rzecz ochrony Doliny Wapienicy w Bielsku-Białej, gdzie mieściła się jego pierwsza siedziba, protestowało przeciwko budowie położonej tuż przy polskiej granicy koksowni w czeskiej Stonawie, przeciw budowie elektrowni atomowej w Żarnowcu czy też wycinaniu drzew w centrum Bielska-Białej.
W latach 1993–1996 stowarzyszeniem kierowała Sabina Pierużek-Nowak, która założyła następnie Stowarzyszenie dla Natury „Wilk”. Do 2002 prezesem był Janusz Korbel, po nim funkcję sprawowali kolejno Radosław Ślusarczyk (2002–2003), Dariusz Matusiak (2003–2004), Szymon Ciapała (2004) i Radosław Szymczuk (2004–2006). Od 2006 prezesem pozostaje Radosław Ślusarczyk. Sekretarzem Pracowni był w latach 2002–2004 Remigiusz Okraska. Ze stowarzyszeniem współpracuje adwokatka Karolina Kuszlewicz.

## Działania
Do swoich sukcesów Pracownia zalicza między innymi:
- utworzenie strefy wolnej od polowań w otulinie Białowieskiego Parku Narodowego
- wybudowanie kilkudziesięciu przejść dla zwierząt przy drogach szybkiego ruchu
- zainicjowanie utworzenia na Słowacji transgranicznej strefy bez polowań na wilki i niedźwiedzie
- uchwalenie moratorium na wycinkę starych drzew w Puszczy Białowieskiej oraz dwukrotne powiększenie obszaru Białowieskiego PN
- doprowadzenie do powstania zespołu przyrodniczo-krajobrazowego "Dolina Wapienicy", objętego ochroną prawną
- objęcie ochroną gatunkową w Polsce wilka i rysia
- niedopuszczenie do przeprowadzenia rajdu samochodowego "Trophy of Poland 2001" w granicach miejsc chronionych Bieszczadów
- uzyskanie pozytywnego wyroku NSA w 2005 roku nakazującego rozebranie nielegalnych wyciągów na górze Pilsko
- współorganizowanie pierwszego protestu społecznego przeciwko niewłaściwej lokalizacji drogi w Polsce – budowie autostrady przez Park Krajobrazowy Góra Św. Anny
- od 1998 roku Pracownia podejmowała działania w obronie Doliny Rospudy, zakończone sukcesem – obwodnica ominęła cenną dolinę

Wiele działań Stowarzyszenie prowadzi od lat do chwili obecnej:
- sprzeciwiało się zorganizowaniu zimowej olimpiady w Tatrach; obecnie protestuje przeciwko niekontrolowanemu rozwojowi infrastruktury na tym terenie
- podejmuje działania dotyczące zagrożeń i ochrony wartości przyrodniczych przy nowo budowanych drogach szybkiego ruchu i autostradach, monitoruje potencjalne kolizje korytarzy ekologicznych z tego typu inwestycjami
- współinicjowała nadal aktualną ideę powstanie Turnickiego Parku Narodowego na terenie Pogórza Przemyskiego
- monitoruje inwestycje turystyki masowej w górach
- prowadzi edukację ekologiczną, w ramach której wypracowała nowatorskie formy motywowania ludzi do podejmowania działań dla ochrony przyrody – warsztat Zgromadzenie Wszystkich Istot i szkolenie Strażnicy Miejsc Przyrodniczo Cennych
- wspiera złożony w 2019 wniosek samorządu Andrychowa o powiększenie rezerwatu przyrody Madohora[11]

## Stan obecny
Obecnie stowarzyszenie posiada w Polsce 1 oddział formalny.
Pracownia na rzecz Wszystkich Istot liczy ok. 70 członków, zatrudnia 4 osoby. Wydaje miesięcznik „Dzikie Życie” w nakładzie 2 tys. egzemplarzy i inne: książki, filmy, pocztówki, plakaty.

## Władze
Zarząd Stowarzyszenia od 2021 r.:
- Radosław Ślusarczyk – prezes
- Grzegorz Bożek – skarbnik
- Rafał Kurek – sekretarz